# Zonen (TV-serie)
Zonen är en svensk TV-serie i sex avsnitt från  1996. Serien regisserades av Martin Asphaug och manus skrevs av Thomas Borgström och Lars Bill Lundholm. Den visades i SVT. 

## Handling
Svenska försvarsmakten genomför tester med syntetiskt ozon för att bättra på det tunna ozonskiktet i nordligaste Sverige. Ett svenskt militärt transportflygplan byter beteckning och flyger in på svenskt luftrum samtidigt som chefspersonal från försvarsmakten hindrar ett ingripande från ett kontrollrum på marken. Ozonet sprids ut och man låter ett forskarlag genomföra ballongprover inom zonen, varvid något gick fel, det syntetiska ozonet förstörde det befintliga ozonskiktet.
Fadern i en rysk familj boende i zonen är ripjägare och utsätts för solens ultravioletta strålning, varvid han söker hjälp hos doktor Lagerlöf. Men han avlider när doktor Lagerlöf tar honom till Kiruna sjukhus, där militären beslagtar kroppen för kremering. Militären låter evakuera en zon i de karga Lapplandsfjällen. Läkaren Jacob Lagerlöf fattar misstankar och snubblar över en hemlighet, så pass välbevarad att han nu får både militär och regering efter sig. Med sig vid sin sida har han Pekka Kregert, journalist vid Norrlands Allehanda, en tidning där Pekka låter publicera hemligstämplat material - med konsekvensen av att han beläggs med yttrandeförbud från militärens sida. 
Doktor Lagerlöf har sin bror Peter boende i Stockholm och arbetande vid försvarsdepartementet. Efter påtryckningar från sin bror Jacob, låter sig Peter övertalas att stjäla försvarshemligheter från Henrik Levin, vilken är försvarssekreterare vid försvarsdepartementet. Dokumenten ska sedan användas vid en TV-sänd debatt inför kommande riksdagsval.
En katt-och-råtta-lek tar fart med lögner, påtryckningar, hemligheter, anlagda bränder och mord.

## Rollista i urval
- Jacob Nordenson – Jacob Lagerlöf, distriktsläkare
- Sissela Kyle – Maria Lagerlöf
- Thomas Hanzon – Peter Lagerlöf
- Peter Haber – Henrik Levin
- Katarina Ewerlöf – Cecilia Lagerlöf
- Ingvar Hirdwall – Erik Lagerlöf
- Lena-Pia Bernhardsson – Marianne Lagerlöf
- Gösta Bredefeldt – John Sinclair
- Tomas Norström – Martin Ulas, forskare
- Gustav Levin – försvarsminister Brandt
- Ewa Carlsson – Alice Tofte, sekreterare
- Lars Göran Carlson – statsminister
- Göran Forsmark – Berggren, jourläkare
- Leif Liljeroth – överläkare
- Catherine Hansson – Ulla Bering
- Anne-Li Norberg – Drakenberg
- Krister Henriksson – Kenny Eliasson
- Cecilia Nilsson – Sirkka Eliasson
- Clas-Göran Turesson – Tillberg
- Tommy Johnson – Gutte Hjelm
- Thomas Roos – Pekka Kregert, journalist
- Stig Ossian Ericson – Valle
- Halvar Björk – chefredaktör Ture Bergström
- Anders Ahlbom – Björn Svensson
- Johan Paulsen – Essa Månsson
- Boman Oscarsson – Roland Wagn
- Claes Månsson – CC Olsson
- Yvonne Schaloske – Dahlin

## DVD
Serien gavs ut på DVD år 2011.